# Bohdan Rebryk
Bohdan Vasylovyč Rebryk, ukrajinsky Богдан Васильович Ребрик (* 30. června 1938, Pavlivka, (Ivanofrankivská oblast) - 1. ledna 2023, Ivano-Frankivsk) byl učitel, příslušník generace Šedesátníků, dlouholetý politický vězeň. Během věznění od roku 1979 člen Ukrajinské Helsinské skupiny. Po obnovení samostatnosti Ukrajiny politik a v letech 1990-1994 poslanec Parlamentu. Roku 2006 mu prezident Ukrajiny udělil Řád za odvahu 1. třídy.

## Život
Bohdan Rebryk pocházel z rolnické rodiny a během druhé světové války přišel o oba rodiče. Matka zemřela roku 1943, otec, člen Ukrajinské osvobozenecké armády, byl zatčen roku 1944, vězněn do roku 1956 a zemřel roku 1957.
Bohdan Rebryk po dokončení základní škoyl neměl peníze na studium na střední škole a nechal se zlákat pro studia technického učiliště v Magnitogorsku. Vystudoval tamní Technickou univerzitu (obor tesařství). Byl odveden do armády, kde získal další vzdělání jako raditechnik a radista. Od roku 1957 sloužil v armádním letectvu jako radista, než byl roku 1962 vyřazen jako neschopen další služby, protože přišel o 70 % zraku. V letech 1962-1967 byl instruktorem radiotechniky v regionální armádní škole v Ivano-Frankivsku. 2. února 1967 byl po udání zatčen a obviněn, že učí kadety v "nacionalistickém duchu". Byl odsouzen na 3 roky v pracovním táboře a zákazu působit jako učitel na 5 let. Trest vykonával v Mordvinsku. Od roku 1970 do roku 1974 pracoval jako dělník a balič nábytku.                                                                                    
V 70. letech se zapojil do aktivt ukrajinských vlastenců a distribuoval samizdat, včetně Dzjubovy knihy "Internacionalismus nebo rusifikace". V květnu 1974 byl znovu zatčen a jako "zvláště nebezpečný recidivista" odsouzen na 7 let vězení v táborech se zpřísněným režimem a 3 roky vyhnanství. Trest vykonával v táboře ZhKh-385/1-6 v Sosnovce v Mordvinsku. Po třech letech byl převezen do vězení v Ivano-Frankivsku na "převýchovu" a v letech 1977-1978 několikrát brutálně zbit až do bezvědomí a skončil v nemocnici. Po návratu do pracovního tábora v Sosnovce se roku 1979 stal členem Ukrajinské Helsinské skupiny. Roku 1980 byli všichni vězni ze Sosnovky transportováni do speciálního tábora VS-389/36-1 v Kučinu.
27. dubna 1981 byl propuštěn a odeslán do vyhnanství v Kazachstánu, kde ve vesnici Kenbidaik pracoval jako zedník na farmě. Od roku 1984 pracoval v porcelánce v Celinogradu a marně se celkem šestkrát pokusil získat povolení vycestovat do zahraničí kvůli operci očí. Přes podporu Amnesty International nikdy povolení nezískal. Roku 1987 se vrátil do Ivano-Frankivsku, pracoval v družstvu "Vyrobničik" a stal se výkonným sekretářem samizdatového almanachu "Karby gir".

### Politická kariéra
Od roku 1989 se zapojil do ukrajinské politiky, nejprve jako člen oblastní organizace Lidového hnutí Ukrajiny (RUCH), které sehrálo klíčovou roli ve znovuzískání nezávislosti Ukrajiny roku 1991. Od roku 1990 byl členem místní rady Ukrajinské republikánské strany, která jako součást Demokratického bloku vyhrála první volby ve větších městech. Bohdan Rebryk byl 4. března 1990 zvolen do ukrajinského Parlamentu (Verchovna rada).
Cesta k ukrajinské nezávislosti nebyla snadná. Roku 1990 se zúčastnil studentské protestní hladovky. V dubnu 1990 žádala kancelář vrchního prokurátora Ukrajiny Parlament o vydání Rebryka, kterého obvinila z organizace nepovolených shromáždění. Rebryk 18. května 1990 jako první přednesl projev, ve kterém žádal ukrajinskou nezávislost. Jeho frakce "Lidová Rada" se významně zasloužila o Deklaraci státní suverenity Ukrajiny (16.7.1990) a Vyhlášení nezávislosti Ukrajiny (24.8.1991). Zároveň byl zvolen poslancem regionální Rady Ivanofrankivské oblasti. Byl spolupředsedou regionálního sdružení Memorial a místopředsedou regionální Ukrajinské Helsinské unie. Roku 1991 byl rehabilitován.
Po vypršení mandátu poslance Parlamentu byl od roku 1996 místopředsedou regionální Ivanofrankivské pobočky Ukrajinské lidově-demokratické strany a od roku 1997 členem výboru Republikánské křesťanské strany a její etické komise. Byl poradcem regionální státní správy v otázkách politických a při rekonstrukci státu. Roku 2011 byl v delegaci, která uctila památku politických vězňů z gulagů na Soloveckých ostrovech. 
Od roku 1989 byl nositelem Medaile za boj v obzvláště obtížných podmínkách v utajení (За боротьбу в особливо важких умовах), která se uděluje vojákům i civilistům Ukrajinské povstalecké armády, kteří se zasloužili o budování ozbrojených sil Ukrajiny. Roku 2006 mu prezident Ukrajiny udělil Řád za odvahu 1. třídy. Od roku 2011 byl rytířem Řádu za zásluhy III. třídy. Roku 2013 mu byla udělena Medaile "Za zásluhy o Zakarpatsko" (Медаль «За заслуги перед Прикарпаттям»). Bohdan Rebryk zemřel 1. ledna 2023 v Ivano-Frankivsku ve věku 84 let.